# Kittilä flygplats

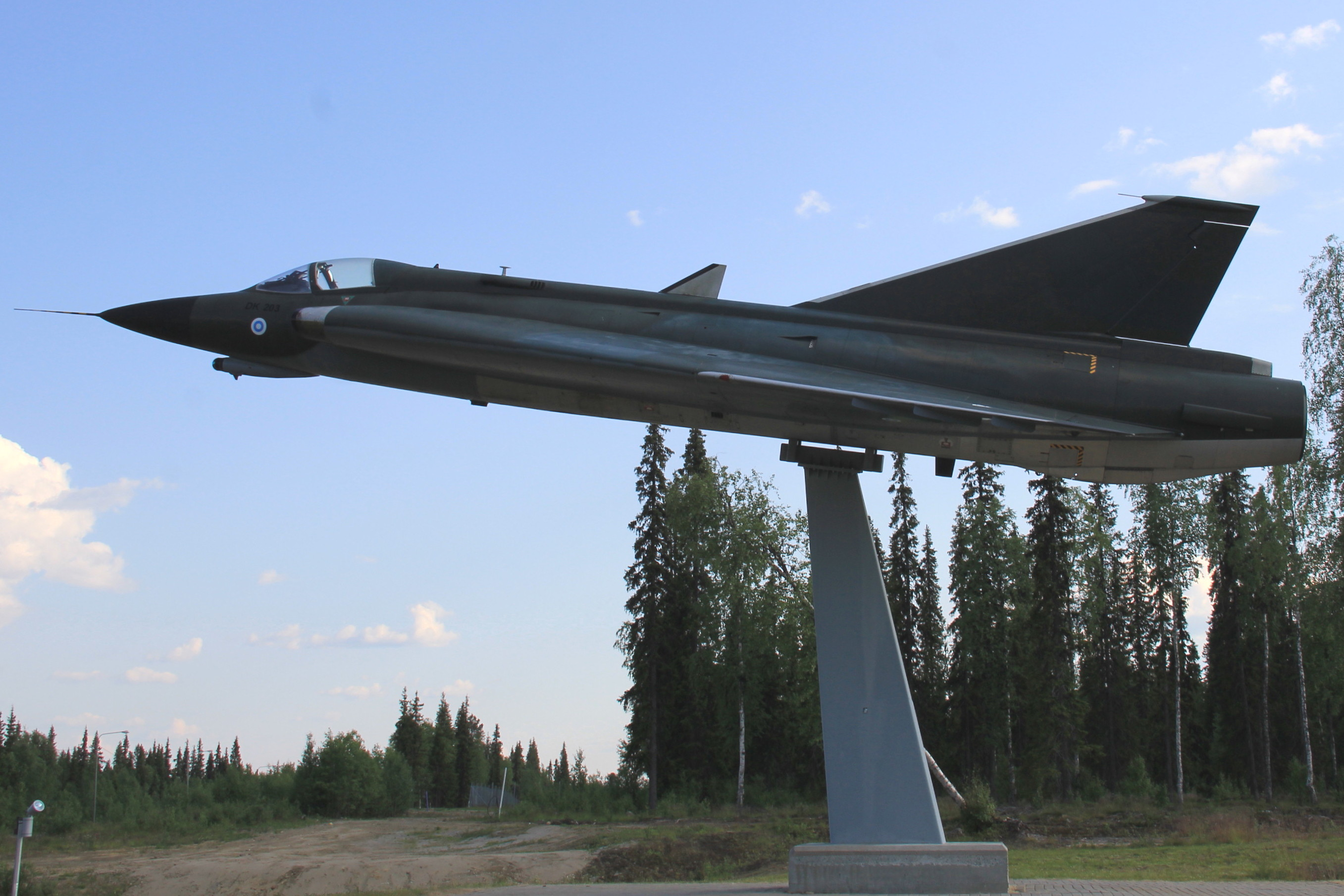
Saab 35 Draken (DK-203) som gate guardian vid Kittilä flygplats.

Kittilä flygplats (IATA:KTT, ICAO:EFKT) ligger i kommunen Kittilä i finska Lappland. Kittilä flygplats byggdes 1983 och syftet var att stödja turistnäringen, såsom  Levi, Ylläs eller andra skidcenter i området, samt att underlätta övriga resor till och från regionen (närmaste annan flygplats är 160 km bort). Från Kittilä finns det året om reguljärflyg till Helsingfors, men vintertid tar flygplatsen även emot charterplan från Storbritannien och Centraleuropa.
En del av flygplatsbyggnaden brann ner den 27 juni 2006. Branden förstörde ca 2000 kvadratmeter. Under 2007 började återuppbyggnaden. Man planerade utrymmena mer luftiga för att undvika bränder i fortsättningen.
Utvidgningsdelarna invigdes i februari 2008 av borgmästare Seppo Maulan, Finska Luftfartsverket Finavias direktör Samuli Haapasalo och flygplatschefen Kari Tohmo.

## Banor
Kittilä flygplats landningsbana 16/34 är 2500 m lång och 45 m bred. Landningsbana 34 är utrustad med instrumentlandningssystemet ILS. Banorna är av asfalt.

## Flygbolag och destinationer
Inrikes
- Finnair Helsingfors, Ivalo
- Blue1 Helsingfors [säsong]
- Finncomm Airlines Åbo [säsong], Tammerfors [säsong]

Utrikes
- Blue1 Düsseldorf [säsong], Paris-CDG [säsong]

Blue1 hade planer på att under januari-mars 2010 även flyga till Moskva-Domodedovo flygplats, med tanke på ryska skidturister, men rutten inställdes p.g.a. att inget tillstånd hade fåtts från Ryssland.